# Escalante Centre Teatral
Escalante Centre Teatral és un projecte lúdic i educatiu per tal de potenciar l'amor al teatre i l'opinió crítica dels menuts, creat l'any 1985 per la Diputació de València i situat al número 5 del carrer Landerer de la ciutat de València. Ubicat en un antic palau tardorenaixentista al barri del Carme de València. A la façana, reformada per Salvador Monmeneu el 1856, hi ha l'escut heràldic de la família del primers propietaris, els barons de Cortes i Ruaya. El pati era l'entrada de carruatges, i on actualment es troba el pati de butaques eren les cavallerisses.
El teatre es va construir a principis del segle xx, i té un aire modernista per les garlandes que adornen les llotges i la boca de l'escenari. Les columnetes de ferro vistes procedixen d'un vaixell enfonsat durant la guerra del 1914-1918.

## Història

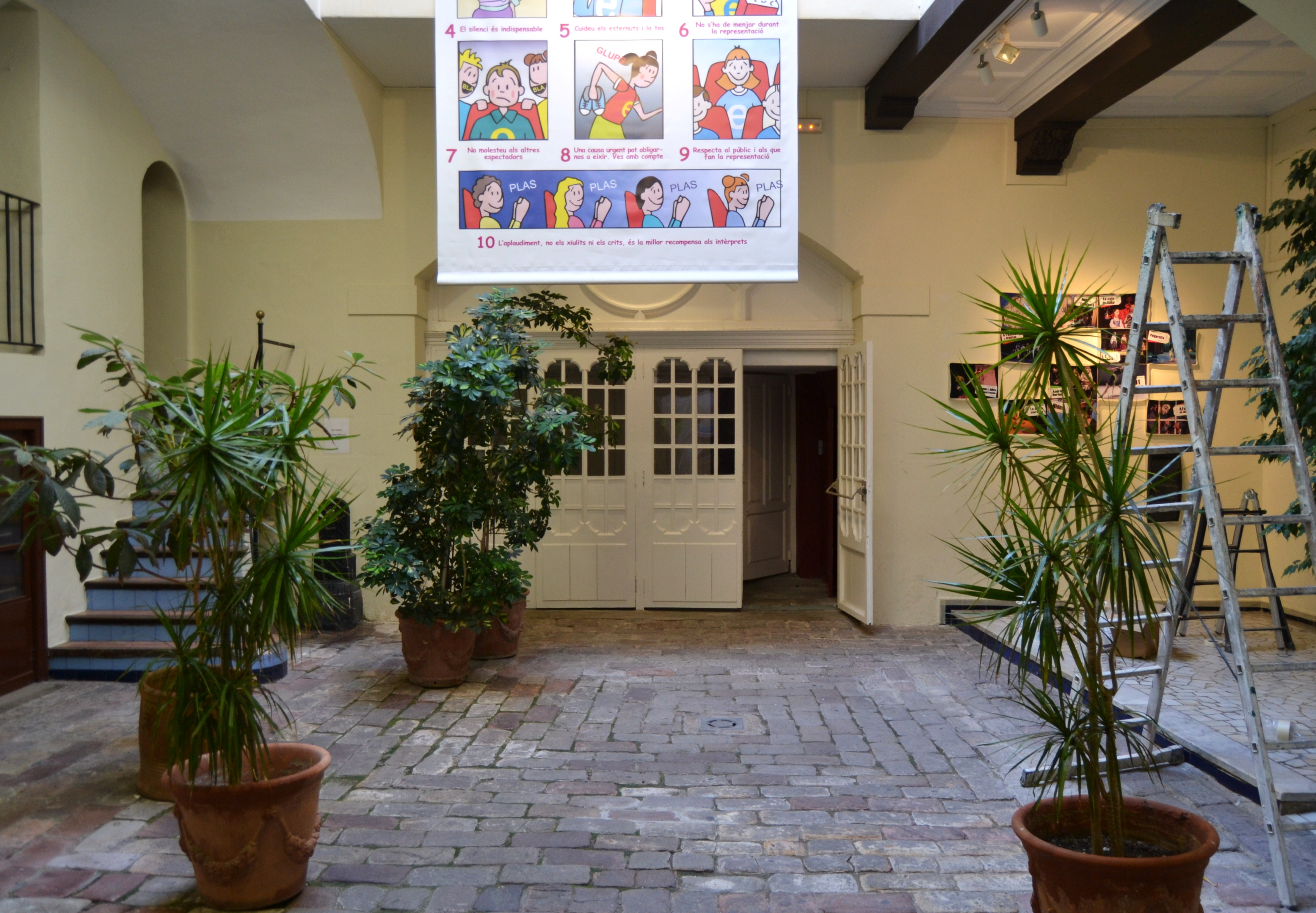
Pati del teatre

L'any 1989 es creen festivals, cicles i gires incidint en la faceta pedagògica i creant propostes prèvies a les activitats i per a després de les representacions.
El 1995 es crea una Escola de Teatre per a adults i xiquets que reben formació en el seu taller, aula, escoleta i especialitats teatrals, convertint-se el projecte en Centre Teatral amb espai d'exposicions, Museu de Teatre.
Fins a l'any 2015 han passat més dos milions d'espectadors, s'han realitzat quaranta espectacles i més de 5.000 representacions.
El 2017 es decidí abandonar l'edifici històric a causa de les seves greus deficiències estructurals, i s'inicià un període itinerant per diversos teatres de la ciutat fins que es determini una seu definitiva. A 2022 té l'adreça al carrer Poeta Querol amb carrer de les Barques.

## Premis i reconeixements
Entre els premis i reconeixements rebuts destaca el Narcís Blanc d'associació Actors i Actrius professionals valencians, el Premi Coherent de l'Associació Valenciana d'Empreses de Teatre i Circ, el Premi extraordinari de la Crítica Teatral Valenciana, tres premis MAX dos al millor Espectacle Infantil d'Espanya i un al millor vestuari i la Medalla de Plata de les Belles Arts del Ministeri de Cultura.